# معركة النيصية
معركة النيصية هي معركة حدثت في عام 1921م/1340هـ بين إمارة جبل شمر بقيادة محمد بن طلال آل رشيد وبين جيش الإخوان التابع لإمارة نجد والأحساء والمكون من بوداي مطير بقيادة فيصل بن سلطان الدويش وانتهت المعركة بتراجع محمد بن طلال آل رشيد ودخوله أسوار حائل. وما ترتب بعد المعركة هو: تقلص إمارة جبل شمر حيث تكاملت قوات الإخوان لحصارها واستمر الحصار عدة أشهر وانتهى بالصلح من ثم تم تسليم مدينة حائل للملك عبدالعزيز آل سعود